# Harb al-fijar
Harb al-fijar (en àrab حرب الفجار, ḥarb al-fijār, literalment ‘guerra del sacrilegi’) fou una guerra del final del segle vi entre els quraixites i els Kinana ibn Khuzayma per un costat i els Qays Aylan (menys el Ghatafan) de l'altra. Es va dir així perquè inicialment va tenir lloc durant els mesos sagrats (en total va durar quatre anys). Hi va haver almenys cinc combats amb victòries alternes i finalment es va acordar la pau, però els més beneficiats foren els quraixites. Es discuteix si Mahoma hi va prendre part.